# NHK World-Japan
NHK World-Japan (tên cũ và cũng có thể gọi tắt là NHK World) là nhóm kênh truyền hình, phát thanh đối ngoại của Tập đoàn Truyền hình Nhật Bản NHK (Nippon Hōsō Kyōkai). NHK World gồm 1 kênh phát thanh và 2 kênh truyền hình: NHK World Radio Japan, NHK World TV, và NHK World Premium. Các chương trình của NHK World được phát sóng qua vệ tinh, truyền hình cáp và phát sóng trực tuyến.

## Chuơng trình truyền hình

### NHK World TV
NHK World Television bắt đầu phát sóng từ năm 1995 để phục vụ cộng đồng người Nhật tại hải ngoại. Hiện nay kênh phát sóng 24/7 bằng tiếng Anh, phục vụ khán giả nước ngoài trên toàn cầu, người Nhật biết tiếng Anh và người nước ngoài sống tại Nhật. Tháng 2 năm 2009, NHK World đã sử dụng biểu tượng mới thay cho biểu tượng truyền thống "3 quả trứng" của NHK. Chương trình thời sự NHK Newsline được phát sóng vào mỗi đầu giờ và biểu tượng của kênh xuất hiện phía trên bên trái của màn hình ti vi. Một vài chương trình được sản xuất bởi JIB TV, vốn có 60% sở hữu của NHK và 40% còn lại là của các công ty tư nhân, chẳng hạn như Microsoft và Ngân hàng Mizuho. Kênh cũng phát lại một số chương trình phát sóng trong nước.

### NHK World Premium
NHK World Premium Television được phát sóng với các bản tin thời sự, thể thao và giải trí bằng tiếng Nhật ra khắp thế giới qua vệ tinh theo thuê bao, để phục vụ khán giả Nhật Bản định cư tại nước ngoài. Tại châu Âu, kênh này được phát sóng dưới tên là JSTV và tại Hoa Kỳ là TV Japan. Chương trình không có phụ đề tiếng Anh. Kênh cũng phát lại một số chương trình phát sóng trong nước.

## Chuơng trình phát thanh
NHK World Radio Japan (RJ) phát thanh các chương trình thời sự, thông tin, và các chương trình giải trí lấy tiêu điểm là Nhật Bản và châu Á, một ngày có tổng cộng 65 giờ phát sóng.
Radio Japan có 2 ban:
- General Service phát sóng ra thế giới bằng tiếng Nhật và tiếng Anh.
- Regional Service phát thanh bằng 22 ngôn ngữ đến các khu vực tương ứng: tiếng Anh, tiếng Ả Rập, Tiếng Bengal, Tiếng Ba Lan, Tiếng Miến Điện, Tiếng Trung, Tiếng Pháp, Tiếng Đức, Tiếng Hà Lan, Tiếng Hindi, Tiếng Indonesia, Tiếng Mã Lai, Tiếng Triều Tiên, Tiếng Ba Tư, Tiếng Bồ Đào Nha, Tiếng Nga, Tiếng Swahili, Tiếng Tây Ban Nha, Tiếng Thái, Tiếng Thổ Nhĩ Kỳ, Tiếng Urdu và Tiếng Việt

Các chương trình xuất hiện cả trên sóng ngắn lẫn trực tuyến trên mạng Internet.

### Trạm tiếp âm sóng ngắn
Radio Japan có một trạm tiếp âm sóng ngắn nội địa tại:
- Yamata

Ngoài ra, RJ cũng thuê hoặc cùng xây dựng các trạm phát cùng với
- Anh Quốc - BBC
- Ascension - cùng với trạm của BBC
- Ai Cập
- Gabon
- Các Tiểu Vương quốc Ả Rập Thống nhất
- Yemen
- Ả Rập Saudi
- Sri Lanka
- Singapore - trạm của BBC
- Canada - Radio Canada International
- Bonaire - Radio Netherlands
- Guyane thuộc Pháp - Radio France Internationale

## Dịch vụ vệ tinh và Internet
Các chương trình của NHK World
- NHK World TV
- Radio Japan
- Easy Japanese - Cùng nhau học tiếng Nhật (tiếng Anh)
- Trang tiếng Việt - NHK World - Japan